# Ilson de Jesus Montanari

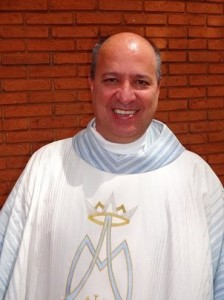
Ilson de Jesus Montanari, 2014

Ilson de Jesus Montanari (* 18. Juli 1959 in Sertãozinho, Bundesstaat São Paulo, Brasilien) ist ein brasilianischer Geistlicher und Kurienerzbischof der römisch-katholischen Kirche und als Vizecamerlengo der Heiligen Römischen Kirche Stellvertreter von Kämmerer Kevin Farell.

## Leben
Ilson de Jesus Montanari absolvierte zunächst ein Studium der Rechts- und Wirtschaftswissenschaften. Von 1985 bis 1988 studierte er am Päpstlichen Brasilianischen Pius-Kolleg in Rom Philosophie und an der Päpstlichen Universität Gregoriana Theologie. Er empfing am 18. August 1989 das Sakrament der Priesterweihe für das Erzbistum Ribeirão Preto. Nach seelsorgerischer Tätigkeit in seinem Heimatort Sertãozinho lehrte er am Forschungszentrum des Erzbistums Ribeirão Preto und von 1990 bis 1994 am Diözesanseminar des Erzbistums Uberaba. Er war von 1993 bis 2002 Kanzler, später Pastoralkoordinator der Diözese Ribeirão Preto und Generalvikar. Nach einem Aufbaustudium in Dogmatik an der Gregoriana wurde er 2008 durch Papst Benedikt XVI. in die Bischofskongregation in Rom berufen. Benedikt XVI. ernannte ihn 2011 zum Kaplan Seiner Heiligkeit (Monsignore).
Am 12. Oktober 2013 ernannte ihn Papst Franziskus zum Titularerzbischof von Caput Cilla und bestellte ihn zum Sekretär der Kongregation für die Bischöfe. Die Bischofsweihe spendete ihm der Erzbischof von Ribeirão Preto, Moacir Silva, am 7. November 2013. Mitkonsekratoren waren der Erzbischof von São Paulo, Odilo Pedro Kardinal Scherer, und der Erzbischof von Belo Horizonte, Walmor Oliveira de Azevedo.
Am 28. Januar 2014 ernannte ihn Papst Franziskus zusätzlich zum Sekretär des Kardinalskollegiums. Montanari ist damit für die organisatorische Vorbereitung und Durchführung von Kardinalsversammlungen, der sogenannten Konsistorien, zuständig. Er war zugleich Sekretär beim Konklave 2025. Am 1. Mai 2020 ernannte ihn Papst Franziskus zudem zum Vizekämmerer der Heiligen Römischen Kirche und am 1. Juni 2022 zum Mitglied der Kongregation für den Gottesdienst und die Sakramentenordnung.